# Olsztyn, Silesian Voivodeship
Olsztyn [ˈɔlʂtɨn] là một ngôi làng ở Częstochowa, Silesian Voivodeship, ở miền nam Ba Lan. Đó là khu vực hành chính của Gmina Olsztyn. Nó nằm ở Lesser Poland lịch sử, cách khoảng 12 kilômét (7 mi) về phía đông nam của Częstochowa và 59 km (37 mi) về phía bắc thủ phủ voivodeship Katowice. Ngôi làng có dân số là 2.331 người. Nó có những tàn tích của một lâu đài thế kỷ 14, nằm trên một ngọn đồi phía trên ngôi làng.

## Tên và địa điểm
Olsztyn thuộc về Lesser PolandLesser Poland, và nằm trên Đường mòn của Đại bàng, một con đường du lịch nổi tiếng, được đặt theo tên của một chuỗi 25 lâu đài thời trung cổ mà con đường mòn đi qua, giữa Częstochowa và Kraków. Tên ban đầu của nó là Holsztyn, là phiên bản Ba Lan hóa của một từ tiếng Đức Holstein (hoặc Hohlenstein); Tên này đề cập đến những người định cư Đức, những người đã thành lập ngôi làng vào thời Trung cổ (xem Ostsiedlung, Walddeutsche).

## Lịch sử
Những đề cập đầu tiên về Olsztyn đến từ đầu thế kỷ 14. Vào thời điểm đó, nó là một khu định cư, được thành lập bởi lâu đài. Năm 1448, Vua Kazimierz Jagiellońchot đã ban cho nó quyền Magdeburg, cùng với một đặc quyền để tổ chức các hội chợ, thúc đẩy sự phát triển của Olsztyn. Thị trấn nằm ở phía tây Lesser Ba Lan, gần biên giới với Silesia và bị phá hủy năm 1587, trong Chiến tranh kế vị Ba Lan. Sự hủy diệt còn tiếp tục bởi cuộc xâm lược Ba Lan của Thụy Điển (1655 - 1660). Cuối cùng, thị trấn bị đốt cháy hoàn toàn vào năm 1719, và Olsztyn, mặc dù chính thức giữ tư cách thị trấn, biến thành một khu định cư nông thôn. Sau phân chia của Ba Lan, Olsztyn, kể từ năm 1815, thuộc về Quốc hội Ba Lan do Nga kiểm soát, và người Nga đã giảm tư cách của nó thành một ngôi làng vào năm 1870.

## Danh lam thắng cảnh
Gần lâu đài ở Olsztyn là nhà thờ giáo xứ St. John, được xây dựng vào năm 1722-26 bởi Jerzy Lubomirski. Nhà thờ có hình chữ thập, với hai cánh được đặt hai nhà nguyện. Bên trong có một bức tranh Baroque Bí tích Rửa tội của Chúa Kitô, và ba xác ướp từ thế kỷ 18. Tại nghĩa trang địa phương có thi thể của hàng trăm người đã bị quân Đức sát hại trong Thế chiến II. Quân Đức sử dụng rừng địa phương để làm nơi hành quyết cư dân của Częstochowa và Radomsko, bắt phi công của Armia Krajowa, POWs và dân làng. Tổng cộng, có gần 2.000 người. Hơn nữa, có tro cốt của hàng trăm tù binh Liên Xô, những người bị Đức bắn vào năm 1941-1944 (xem tội ác của Đức Quốc xã đối với tù binh Liên Xô).
Công xã Do Thái trong Thế chiến II đã được bảo vệ mạnh mẽ bởi những người dan thường Ba Lan, những người từ chối để cho người Đức lấy đi cư dân Do Thái của họ. Điều này dẫn đến việc đốt chuồng trại và một đàn ngựa lớn trong khu vực, khiến cho những người du mục Rô-ma-ni lang thang trở thành mục tiêu dễ dàng cho quân Đức sắp tới.